# Geologia de la península Ibèrica

Esquema amb les principals unitats geològiques de la península Ibèrica

Mapa geològic de la península Ibèrica

La geologia de la península Ibèrica respon a una llarga història geològica, des dels temps proterozoics fins a l'actualitat, reflectint fusions i trencaments de continents, obertura d'oceans i importants episodis orogènics. Les petjades i cicatrius d'aquesta història configuren l'escorça continental, l'estructura i naturalesa de les roques ígnies, metamòrfiques i sedimentàries que componen la península, així com els actuals relleus.

## Principals unitats geològiques

### Massís Ibèric

Estructures geològiques europees de l'orogènia varisca en el permià. Destaca la forta curvatura de l'Arc Iberoarmoricà, així com les posicions de la futura península Ibèrica i de les futures illes de Còrsega i Sardenya respecte a la resta del que hui és Europa

El Massís Ibèric correspon a les roques precambrianes i paleozoiques que afloren en la meitat occidental de la península, limitat al sud per la vall del Guadalquivir. L'orogènia varisca o hercínica (devonià mitjà i carbonífer) està completament reflectida en el Massís Ibèric, on es troben els afloraments més complets de tot Europa. Fou el gran orogen produït pel xoc dels grans continents de Laurússia i Gondwana, incloent les masses continentals més petites d'Armòrica i Avalònia, i suposà una part significativa en la integració del supercontinent Pangea. Aquest procés orogènic afectà amb deformacions, metamorfisme i formació de grans volums de masses granítiques per fusió de les roques preexistents i intrusió de plutons, les roques proterozoiques i, sobretot, les potents sèries paleozoiques prèvies al devonià.
L'orogen varisc presenta en aquesta regió una forta curvatura centrada a Astúries, formant el denominat Arc Iberoarmoricà, també conegut com a Arc Astúric, que continua en el Massís Armoricà, hui separat de la branca ibèrica per l'obertura mesozoicocenozoica del golf de Biscaia, que escindí la placa ibèrica de l'europea i la desplaçà cap al sud-est amb un gir oposat a les agulles del rellotge.
El Massís Ibèric, el dividí Lotze al 1945 en sis grans zones, segons les característiques estratigràfiques, estructurals, metamòrfiques i magmàtiques, divisió que, amb algunes variacions significatives, se segueix usant en l'actualitat; de nord a sud es diferencien:
- Zona cantàbrica
- Zona asturoccidental-lleonesa
- Zona centreibèrica
- Zona de Galícia-Trás-os-Montes
- Zona d'Ossa-Morena
- Zona sud-portuguesa

Aquesta zonació respon a la seua posició en l'antic orogen: així les zones cantàbrica i sud-portuguesa són les més externes, amb sediments formats durant l'orogènesi (sinorogènics), plecs i encavalcaments vergents (inclinats) cap a l'exterior de la cadena, mentre que la resta de zones correspon a les regions internes, amb important deformació, metamorfisme i magmatisme.

#### Zona cantàbrica

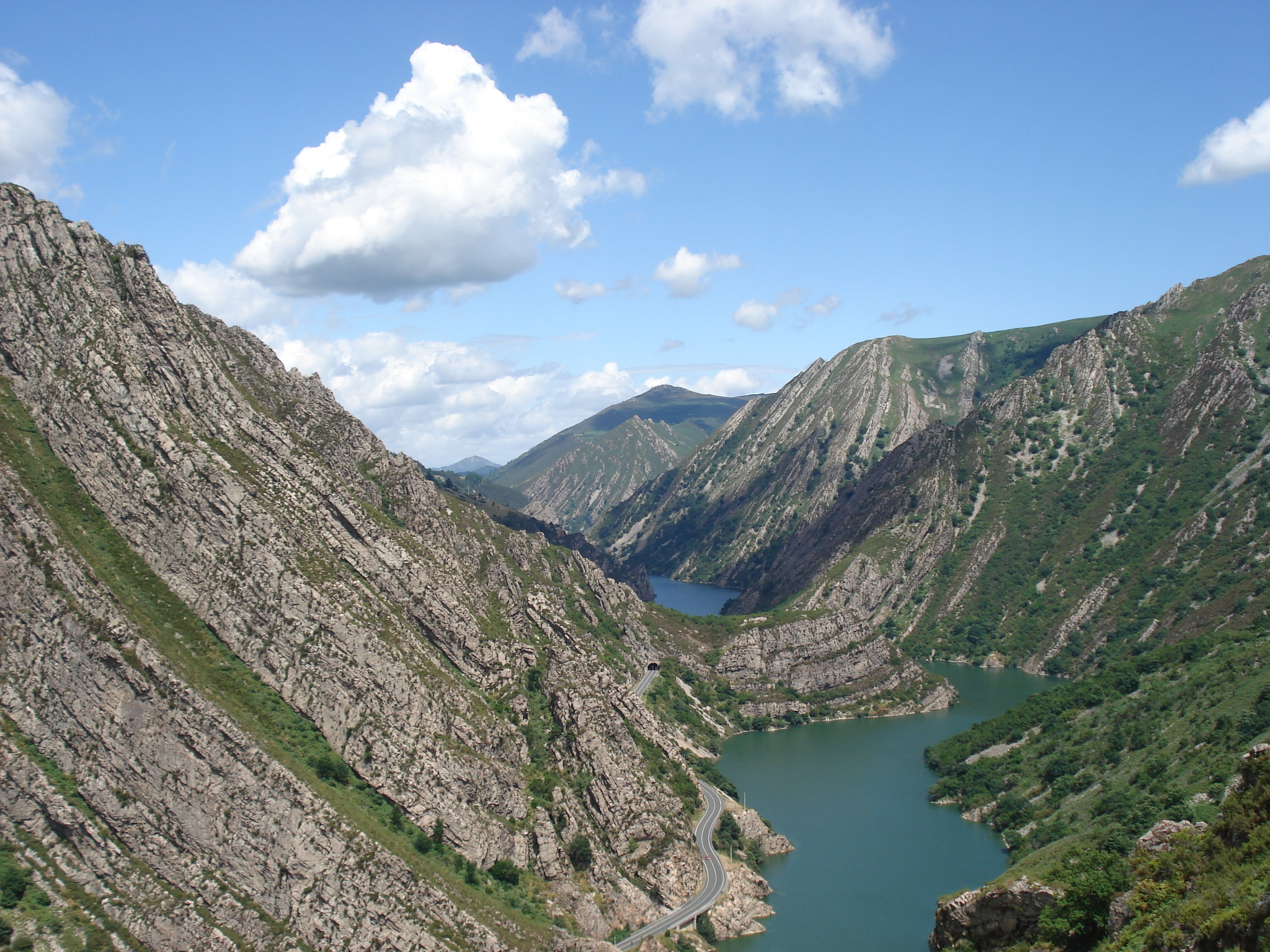
Exemple de plegament a la zona cantàbrica (unitat de Somiedo-Correcilla): sinclinal de la Barca (Astúries), sobre quarsites de l'ordovícic

És una zona externa de l'orogen varisc i es troba en el nucli de l'Arc iberoarmoricà. Les estructures varisques principals són mantells d'encavalcament i plecs associats, característics d'una tectònica de pell fina. El seu límit oest, amb la zona asturoccidental-lleonesa, està definit per l'encavalcament de l'Espina, dins de l'Antiforme del Narcea, amb roques precàmbriques. Els altres límits de la unitat estan condicionats per estructures alpines, com la costa del mar Cantàbric, la coberta mesozoicocenozoica o la conca cenozoica del Duero. La zona cantàbrica es divideix en unitats: regió de plecs i mantells, unitat de la conca carbonífera central, unitat del Ponga, unitat de Picos d'Europa i unitat del Pisuerga-Carrión. La regió de plecs i mantells es divideix, al seu torn, en altres de menors: unitat de Somiedo-Correcilla, unitat d'Esla-Valsurbio, unitat de la Sobia-Bodón i unitat de l'Aramo.
Les roques que afloren en aquesta unitat corresponen a sediments anteriors i simultanis a l'orogènia varisca. Entre els preorogènics hi ha pissarres i quarsites neoproterozoiques en l'Antiforme del Narcea. Discordants sobre aquestes i en fàcies marines, estan representats tots els períodes geològics paleozoics del cambrià al carbonífer, sobretot a l'oest de la zona, amb pissarres, quarsites i algunes fàcies carbonàtiques. Els dipòsits sinorogènics, del carbonífer, són sobretot sediments detrítics de farciment de les conques intramontanes frontals dels encavalcaments majors, sediments siliciclàstics litorals i marins amb importants capes de carbó (com en la unitat de la conca carbonífera central) i, finalment, roques carbonàtiques marines (com en la unitat de Picos d'Europa). En algunes localitats i discordants sobre els anteriors hi ha sediments carbonífers de les últimes fases de l'orogènia.
En aquesta zona també es manifesta algun fenomen magmàtic de finals de l'orogènia varisca, en forma de petits plutons i dics associats a estructures distensives.

#### Zona asturoccidental-lleonesa
S'estén en una franja corbada, de prop de 100 km d'amplària, que segueix l'Arc iberoarmoricà. Els seus límits, tret del sud-oest, són nets: a l'est per l'encavalcament de l'Espina, a l'oest per la falla de Viver; al nord es perd en la mar Cantàbrica i al sud sota els sediments de la conca cenozoica del Duero. S'ha identificat també aquesta zona en els nuclis aflorants del basament de la serra de la Demanda i la serralada Ibèrica.
Aquesta zona es distingeix per una gran espessor de sediments cambrians i ordovicians (més de 11.000 m) i per la seua naturalesa principalment siliciclàstica (pissarres i gres amb alguns nivells volcànics i vulcanoclàstics i de calcàries) i més homogènia que els de la zona cantàbrica. Hi ha materials des del cambrià fins a principis del devonià, produïts en un ambient marí succint de marge passiu, en règim extensional, una mica més profund cap a l'oest. Segons les diferències estratigràfiques s'han definit dos dominis per a aquesta zona: el domini del Navia i Alt Sil i el domini del mantell de Mondoñedo.
Estructuralment es caracteritza per plecs vergents a l'est, més tombats i atapeïts cap a l'oest, tallats per encavalcaments vergents en el mateix sentit i un posterior plegament amb eixos verticals. Presenta metamorfisme baix a mitjà, més intens cap a l'oest, cap a les zones internes de l'orogen, i una forta deformació i foliació tectònica visible en quasi totes les roques.
A la zona hi ha diversos plutons granítics emplaçats en diverses fases de l'orogènia varisca i a diferents profunditats corticals, gairebé tots restringits a dues zones de la part occidental, els doms de Lugo i Boal-Els Ancares. Els més tardans són prou superficials: amb una secció de circular a el·líptica i s'han relacionat amb falles extensionales.

#### Zona centreibèrica

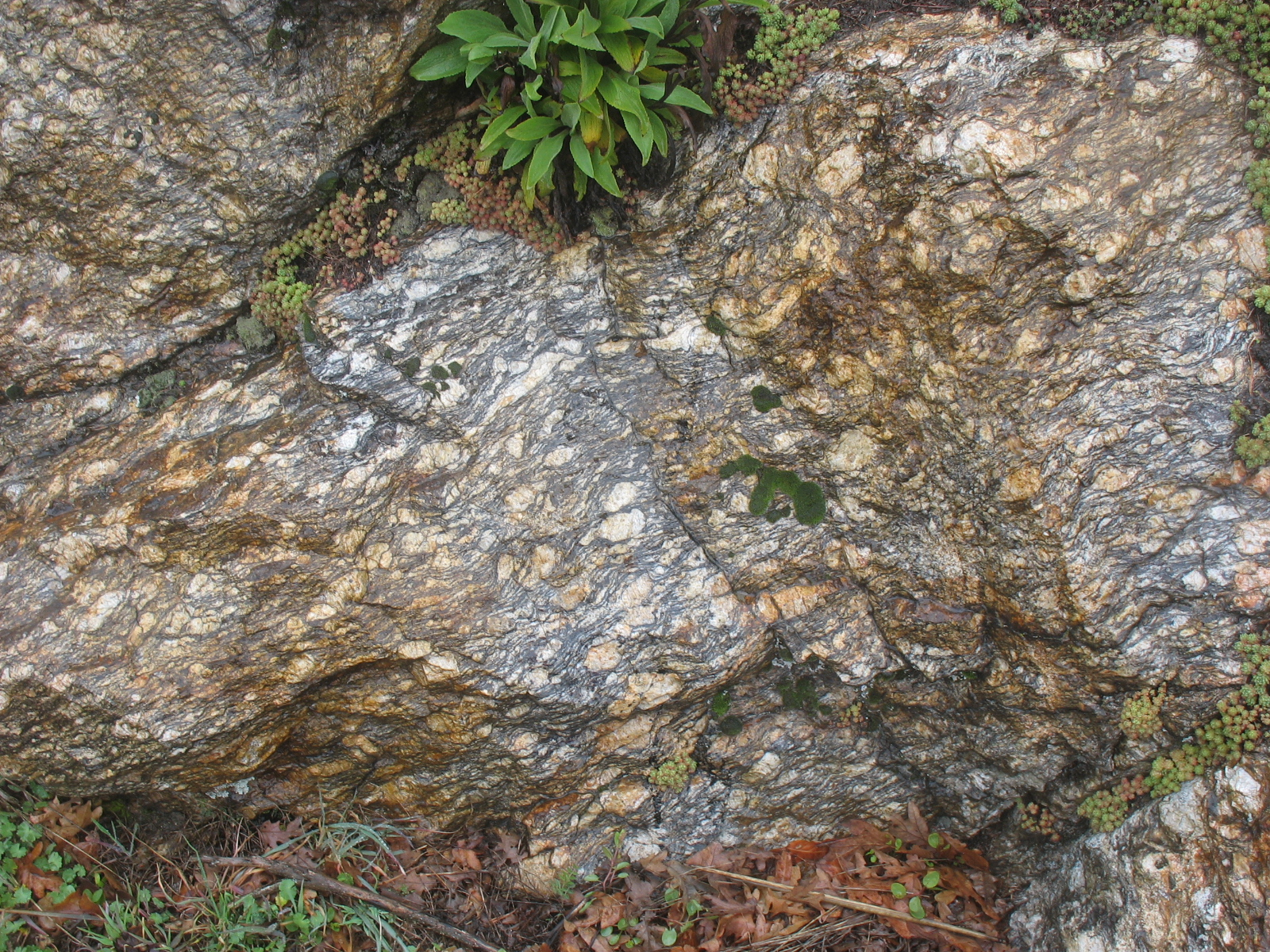
Gneis glandular al sistema Central

És la més ampla i extensa del Massís Ibèric, correspon a les zones centrals de l'orogen varisc, i presenta una important quantitat de batòlits granítics. Limita al nord per la falla de Viver i al sud per la unitat central de la Banda de cisalla de Badajoz-Còrdova. Al nord d'aquesta zona es troben cavalcant les unitats que componen la zona de Galícia-Trás-os-Montes.
Estratigràficament destaca pel caràcter transgressiu de les quarsites de l'ordovicià inferior, pel predomini dels materials preordovicians i per materials ordovicians i silurians molt uniformes en quasi tota la zona. Segons l'estratigrafia de les roques preordovicianes s'hi han diferenciat dos dominis: el domini de l'Ollo de Sapo al nord, i el domini del complex esquistgrauvaquià, que correspon a la major part de la zona.
El magmatisme de l'orogènia varisca està molt desenvolupat a la zona, amb granits autòctons per fusió in situ dels materials preorogènics (anatèxia) i amb plutons granítics tardorogènics. No presenten les característiques petrològiques dels granits formats en zones de subducció.

#### Zona de Galícia-Trás-os-Montes

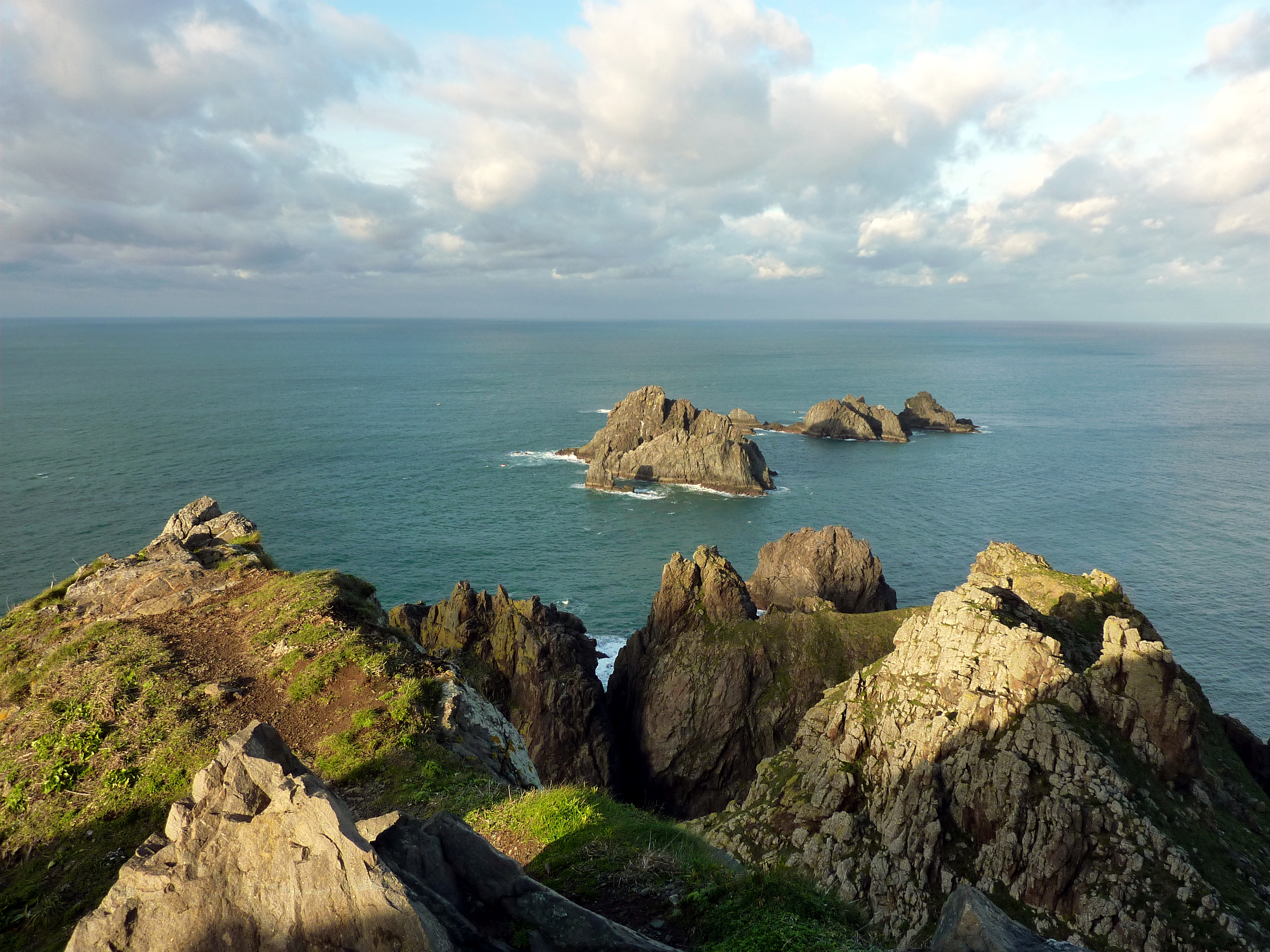
Domini dels complexos al·lòctons: eclogites del complex de cap Ortegal

Es troba al nord-oest del Massís Ibèric. Correspon a un conjunt complex de làminea al·lòctones encavalcades sobre la zona centreibèrica, sobre la qual s'estén 300 km. La composició mostra terrenys de procedència variada, com fragments d'escorça oceànica (ofiolites) i d'arc volcànic.
La zona se subdivideix en dos dominis molt diferents, que es deuen a dos conjunts encavalcats superposats, independents en origen. L'inferior n'és el domini esquistós i el superior el de complexos al·lòctons.
Els materials paleozoics del domini inferior, sediments siliciclàstics i metavulcanites, tenen certes semblances amb els de la zona centeibèrica, tot i que no són idèntics; per això se suposa que es van formar al mateix marge continental de Gondwana que aquells, però en posicions més allunyades del continent. Per contra, el domini dels complexos al·lòctons es compon per apilament i imbricació de materials molt diferents entre si i de la resta de zones del Massís Ibèric. En aquest domini apareixen materials ofiolítics d'escorça oceànica en diverses unitats dels complexos d'ordres i de cap Ortegal, i materials barrejats de procedència continental i de possibles arcs illa, que en conjunt indiquen una sutura de tancament oceànic, l'oceà Reic: durant aquest procés, els fragments de l'escorça oceànica i zones amb escorça engrossida (microcontinents, terrenys, arcs illa, etc.) que no s'han pogut subduir s'apilen contra el marge (acreció). La procedència d'aquests elements exòtics és incerta, però podrien provenir de punts molt allunyats.

#### Zona d'Ossa-Morena

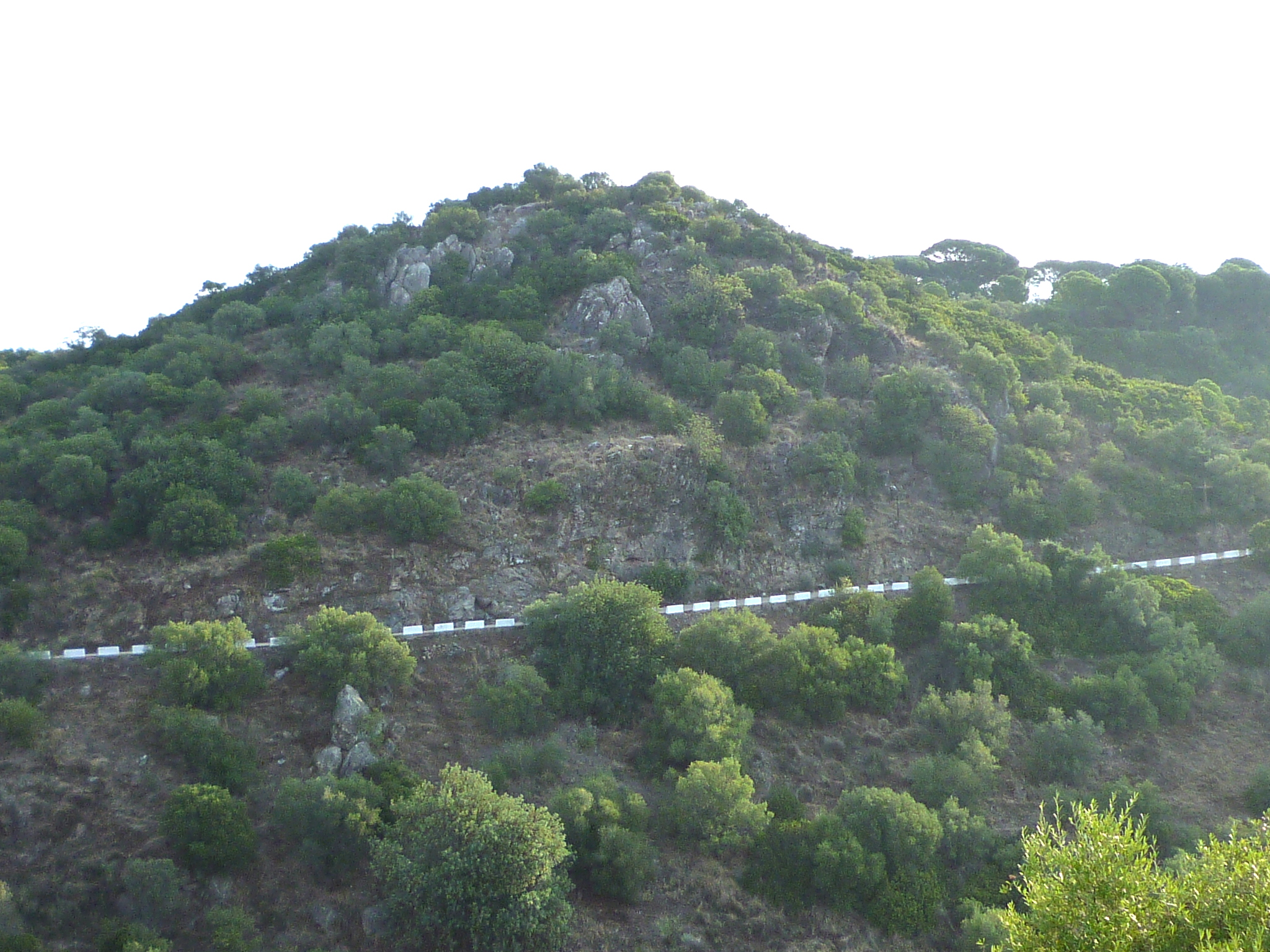
Proterozoic (andesites) i cambrià inferior (conglomerats i calcàries amb arqueociats) en l'aflorament clàssic del Cerro de las Ermitas (Còrdova)

Hi ha roques del precambrià i de tot el paleozoic fins al carbonífer, caracteritzades per un metamorfisme entre baix i molt baix, amb excepcions en algunes zones, en què n'és d'alt grau. És general la foliació tectònica de les roques, es relaciona amb les fases de metamorfisme. La zona es caracteritza per plecs tombats amb vergència al sud-oest i encavalcaments amb desplaçament també al sud-oest. Hi ha abundants intrusions granítiques precambrianes, cambrianes i carboníferes, tant simultànies com posteriors a la deformació varisca.
Els límits de la zona estan marcats per roques d'afinitat oceànica (ofiolites): al nord-est per la zona de cisalla de Badajoz-Còrdova i al sud-est per les epidiorites de Beja-Acebuches, que indiquen el tancament de zones oceàniques i la sutura de blocs continentals.
El conjunt de la zona s'interpreta com un bloc continental fusionat durant l'orogènia varisca amb els blocs adjacents de la zona centreibèrica i la zona sud-portuguesa. La primera i més intensa fase de col·lisió és devoniana, seguida per una etapa distensiva amb magmatisme abundant en el carbonífer inferior i una altra de final compressiva en el cabonífer superior, en la qual culmina la col·lisió entre blocs, amb plecs verticals i falles.

#### Zona sud-portuguesa

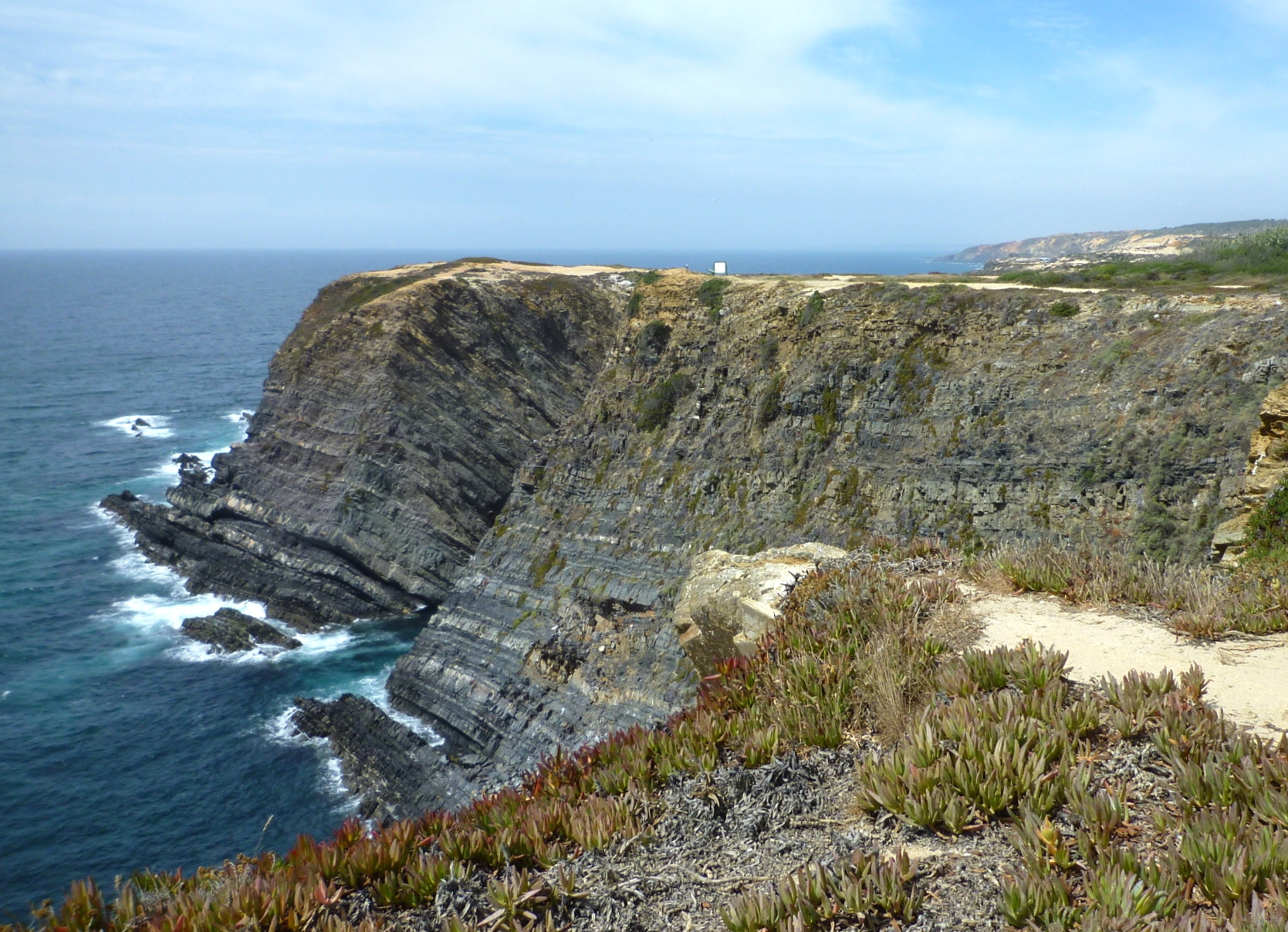
Domini del sud-oest portugués: flysch del Baix Alentejo, sediments turbidítics del carbonífer (cap Sardâo, Portugal)

Correspon a una regió externa de l'orogen varisc, amb dipòsits marins del devonià mitjà al carbonífer, metamorfisme de baix grau, foliació tectònica general i abundant magmatisme. El seu límit amb la zona de Ossa-Morena presenta ofiolites, les epidiorites de Beja-Acebuches, que testifiquen un tancament oceànic i sutura de blocs.
Atenent a l'estratigrafia s'hi distingeixen tres dominis: domini septentrional o Pulo do Lobo, Faixa Pirítica Ibèrica i domini meridional o sud-oest portugués. També e'hi istingeix una conca postorogéèica de menor entitat, la conca pèrmica del Viar farcida pambsediments continentals i materials volcànics.
La faixa o franja pirítica destaca per contenir la major acumulació mundial de sulfurs metàl·lics massius, d'enorme importància econòmica (mines de Sâo Domingos, Neves Corvo, Tharsis, Rio Tinto o Aznalcóllar). Es van formar durant el carbonífer inferior, en un moment extensional de la conca previ a la col·lisió varisca.

### Serralada pirinenca
S'estén pel nord de la península, des de Catalunya a Galícia, però les seues estructures geològiques continuen per l'est cap al Llenguadoc i cap a l'oest penetren en l'oceà Atlàntic. Es formà durant l'orogènia alpina o pirinenca, entre el Cretaci final i l'inici del miocé, entre 84 i 24 milions d'anys, pel xoc oblic de les plaques ibèrica i europea. Comprèn la serralada cantàbrica i els Pirineus, i se n'ha establert el límit geològic en la denominada falla de Pamplona. L'elevació i deformació alpina afecta el basament paleozoic i els sediments mesozoics i cenozoics formats als marges d'ambdues plaques.
Els perfils sísmics realitzats sobre diverses seccions de la serralada indiquen un fort engreixament de l'escorça continental, amb espessors de l'ordre dels 40 km; a la zona axial dels Pirineus, la base es troba a uns 60 km de profunditat, el doble de l'espessor normal de l'escorça de la placa europea a les regions adjacents. Per a la zona dels Pirineus s'han calculat escurçaments horitzontals de l'escorça de l'ordre de 80 km a l'oest i fins a 100-160 km a la regió central.

#### Pirineu

Esquema simplificat d'una secció nord-sud del Pirineu central

L'estructura general n'és d'apilament d'escates i cavalcaments corticals en ventall; s'obrin des del centre —a la zona axial, coincidint amb la màxima espessor de l'escorça— i vergent cap a tots dos costats de l'orogen a les zones externes. La placa ibèrica s'imbrica sota l'europea en un context de col·lisió de dos blocs d'escorça continental, amb subducció, per tant, limitada.
Se'n distingeixen tres zones: la zona axial, localitzada en l'eix central, on afloren materials precambrians a carbonífers, en algunes parts molt deformats i afectats per metamorfisme d'alt grau; la zona nord-pirinenca, sobretot en territori sota domini francès i limitada al nord per la conca d'Aquitània, i la zona sud-pirinenca, limitada al sud per la conca de l'Ebre. Les dues zones externes estan constituïdes principalment per materials mesozoics i cenozoics, afectats per grans mantells de corriment i encavalcaments dirigits cap a l'exterior de l'orogen, al nord i al sud respectivament, amb els majors desplaçaments al vessant ibèric.

#### Serralada cantàbrica

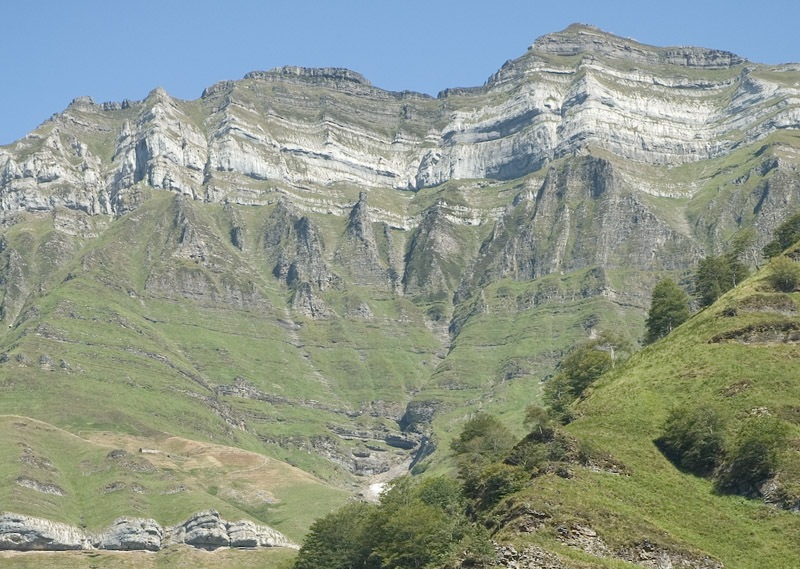
Sediments mesozoics de la conca bascocantàbrica (pic de Castro Valnera, Burgos i Cantàbria)

S'hi diferencien dues zones: una d'oriental, que es correspon amb la denominada conca bascocantàbrica d'edat mesozoica, amb potents successions sedimentàries, i una altra de central, el Massís Asturià, on afloren sobretot els materials del Massís Ibèric afectats per l'orogènia alpina, amb una coberta mesozoica molt més prima, que només aflora als marges nord i sud.
L'estructura cortical de la serralada cantàbrica és semblant a la del Pirineu, amb un enfonsament de l'escorça cap al nord, també sota escorça continental, i el consegüent engreixament a les zones centrals. Cap al nord, sota l'oceà, es produeix un ràpid aprimament de l'escorça, en transició a l'escorça oceànica del golf de Biscaia. Ací, al peu del talús continental, s'han detectat per sísmica de reflexió estructures que assenyalen l'existència d'un prisma d'acreció paral·lel a la costa, seguit d'una fossa farcida per sediments a l'extrem nord; ambdues estructures són coherents amb un procés de subducció d'escorça oceànica sota la vora continental, enfonsant-se cap al sud.

### Serralada Bètica

La serralada Bètica enquadrada en el conjunt perimediterrani de l'orogènia alpina

La serralada Bètica està conformada pels importants relleus del sud i sud-est de la península formats per la col·lisió de la microplaca o domini d'Alboran contra la placa ibèrica en el Cenozoic. Aquesta estructura té la continuació, més o menys simètrica, al Rif i el Tell del nord d'Àfrica i a les Illes Balears. Forma part de l'anomenat orogen alpí perimediterrani.
Se'n diferencien dos grans conjunts, d'orientació general nord-est-sud-oest (NE-SO): les zones externes i les internes, més una unitat interposada entre ambdues, el complex del Camp de Gibraltar.

#### Zones externes bètiques
Ocupen la franja nord-oest de la serralada i les Balears (excepte Menorca), amb roques que daten des del triàsic fins a el miocé mitjà, formades en l'antic marge continental de la placa ibèrica, amb forta deformació i plecs i encavalcaments vergents, en general, al nord-nord-oest (NNO).
Se'n distingeixen dues unitats: la prebètica, de posició externa a l'orogen, amb sediments marins de marge continental i poca deformació, i la unitat subbètica, més interna i amb més grau de deformació, composta per sediments de mar obert amb intercalacions de materials volcànics submarins.

#### Zones internes bètiques
Componen la franja sud-est de la serralada. Corresponen al domini d'Alboran, un fragment de l'antiga placa mesomediterrània, format per un conjunt heterogeni complex de roques amb diferent història tectònica prèvia al seu apilament en mantells i posterior desplaçament i xoc contra la placa ibèrica.
L'estructura general respon a l'apilament tectònic de tres grans grups: els complexos Nevat-Filàbride en la posició inferior, Alpujàrride en la intermèdia i Malàguide en la superior. L'apilament d'aquests cossos és anterior a la col·lisió del conjunt amb la Placa Ibèrica i la deformació consegüent. Algunes unitats del Complex Alpujàride, com les peridotites de Ronda, pressenten roques d'origen molt profund, procedents del mantell superior; constitueixen el major aflorament mundial de materials procedents del mantell subjacent a escorça continental.

#### Complex del Camp de Gibraltar

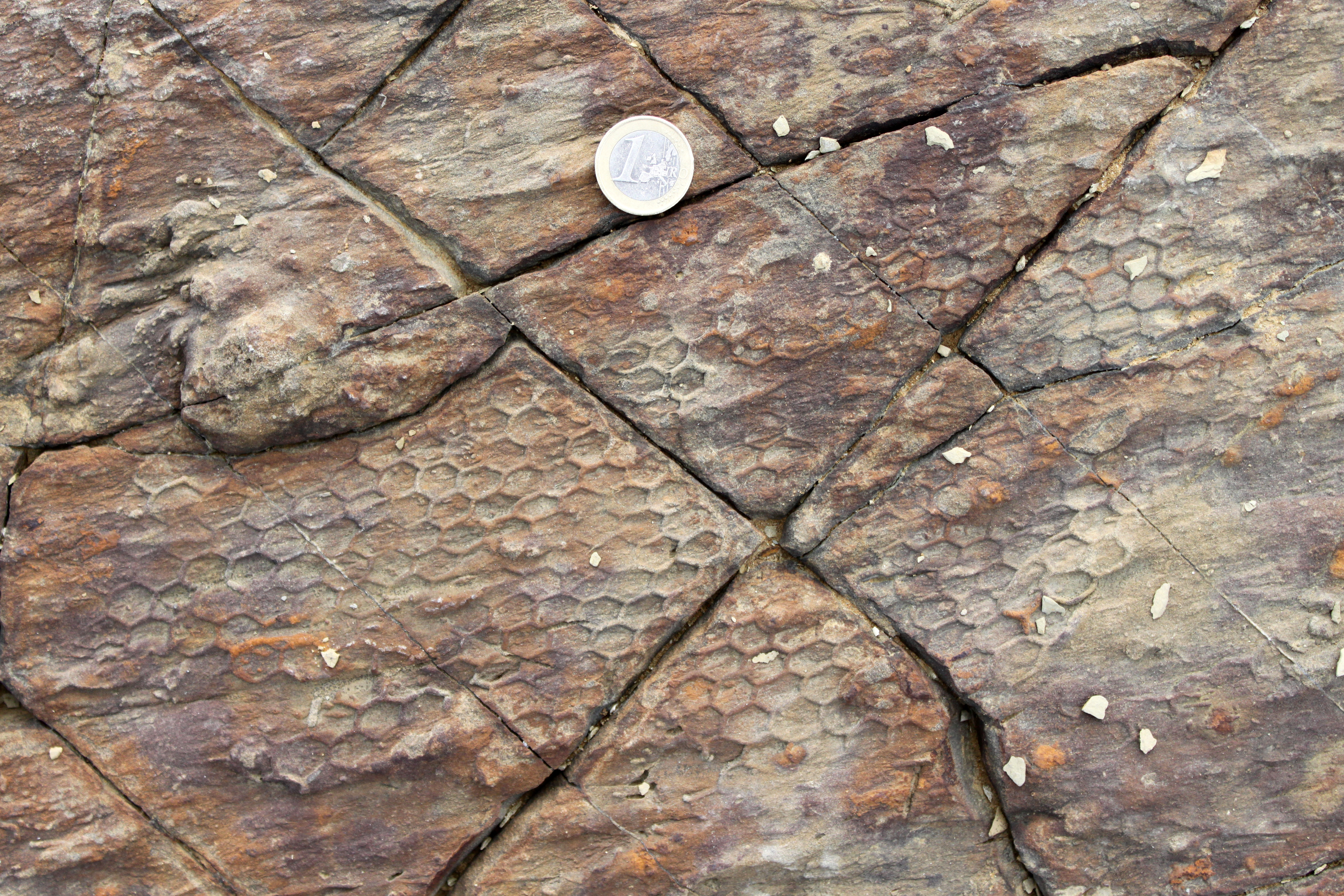
Paleodictyon, la petjada fòssil d'un organisme marí en els sediments del flysch del complex del Camp de Gibraltar a Algesires

És una estreta franja que delimita i s'interposa entre les dues zones principals de la serralada. Els seus materials procedeixen del profund solc marí que se situava entre les dues unitats anteriors des del Cretaci al miocè, abans del desplaçament del domini d'Alboran cap a l'oest i la seua col·lisió contra la placa ibèrica. Es compon sobretot de sediments turbidítics, molt deformats i barrejats.

### Serralades alpines de l'avantpaís ibèric
Es denomina antepaís ibèric el conjunt de regions geològiques que componen la placa ibèrica limitades pels dos grans orògens de col·lisió alpins: el Pirineu i la serralada Bètica. Comprén el Massís Ibèric, la serralada Cantàbrica, el sistema Ibèric, la serralada Costanerocatalana i les conques cenozoiques. S'hi distingeixen dos grups principals, segons tinguen coberta mesozoica o no.

#### Amb coberta mesozoica

Afloraments actuals dels sediments de les principals conques sedimentàries mesozoiques de la península Ibèrica

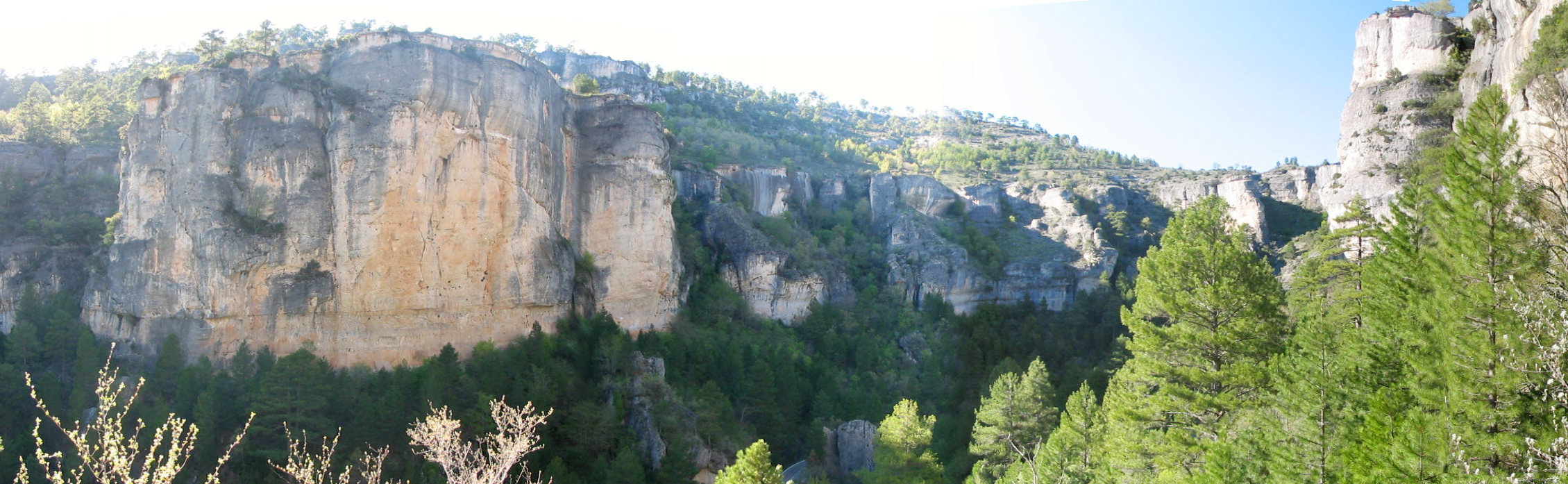
Formacions de calcàries marines de plataforma continental del Cretaci a la serralada Ibèrica (Gorja de Beteta, regió muntanyenca de Conca)

Són el sistema Ibèric i la serralada Costanerocatalana, que ocupen l'est de la península i responen a la inversió tectònica de les estructures extensionals de l'antic rift mesozoic ibèric durant el Cenozoic. Ambdues serralades s'entrecreuen a la regió del Maestrat, a la denominada a d'enllaç, i estan molt relacionades entre si, estructuralment i pel desenvolupament i evolució de les conques mesozoiques de les quals procedeixen. En algunes zones aflora part del sòcol varisc, amb roques precambrianes i paleozoiques, però destaquen les potents sèries sedimentàries del Permià superior i, sobretot, del mesozoic que es formaren pel farciment de les conques originades en els processos de rifting que afectaren Ibèria durant l'obertura del Tetis.
La serralada Costanerocatalana està constituïda per tres unitats, coincidents amb sengles làmines d'encavalcament paleògenes vergents al nord-oest, que afecten el substrat varisc i els materials mesozoics: unitat del Vallés Penedés, unitat del Camp i unitat del Priorat. La direcció predominant de les estructures és nord-est-sud-oest.
En la serralada Ibèrica es distingeixen diferents zones: la unitat de Cameros, la branca aragonesa, la castellana i les serres d'Altomira i Bascuñana. En la seua estructura cal incloure les conques cenozoiques de Calataiud-Montalbán, Almazán (amb part de la del Duero) i Loranca, entre d'altres. Hi predominen directrius estructurals nord-oest-sud-est, coincidents amb les del rift ibèric mesozoic. Afloren materials paleozoics, sobretot a la serra de la Demanda, i mesozoics, que assoleixen importants espessors, com ara 5 km en la unitat de Cameros. La majoria d'encavalcaments de la serralada Ibèrica tenen el nivell d'enlairament en els materials triàsics del Keuper, de naturalesa molt plàstica (argiles i algeps); en algun d'ells s'han arribat a inferir desplaçaments de més de 20 km.

#### Sense coberta mesozoica

Secció esquemàtica nord-oest-sud-est del sistema Central. Noteu l'escorça engrossida sota la serralada i les estructures alpines tipus pop-up i pop-down, limitades per falles inverses i d'estrip

A aquest grup pertanyen el sistema Central, els Monts de Toledo o serra Morena. Responen a trencaments i elevacions del basament varisc del Massís Ibèric durant les etapes compressives alpines del Cenozoic i la seua evolució tectònica és simultània amb la de les conques sedimentàries limítrofes. Hi predominen les formes originades per deformació de "pell gruixuda" (que afecta nivells profunds de l'escorça), amb estructures compressives o d'estrip. Els relleus estan condicionats per la reactivació cenozoica de falles anteriors, varisques o tardovarisques, que responen a la compressió de la placa ibèrica entre l'euroasiàtica i l'africana formant extrusions i intrusions tectòniques —pop-ups i pop-downs— com encavallaments imbricats d'escala cortical (de pell gruixuda). Les direccions principals en són nord-oest-sud-est (NO-ES), nord-est-sud-oest (NE-SO) i nord-sud (N-S), i es manifesten els moviments d'estrip i inversos principalment en les falles NE-SO.

### Conques sedimentàries cenozoiques

Principals conques sedimentàries cenozoiques

Durant el Cenozoic s'han format sobre la península Ibèrica diferents conques sedimentàries intraplaca, algunes de gran extensió, com les de l'Ebre, Duero, Tajo, Baix Tajo o Guadalquivir, denominades així pels principals rius que les drenen ara. Aquestes acumulacions de sediment són del tipus conca d'antepaís, formades durant el creixement d'una serralada adjacent. La majoria n'han sofert períodes perllongats d'endorreisme, especialment durant el miocé, quan el clima era més sec.
Conca de l'Ebre

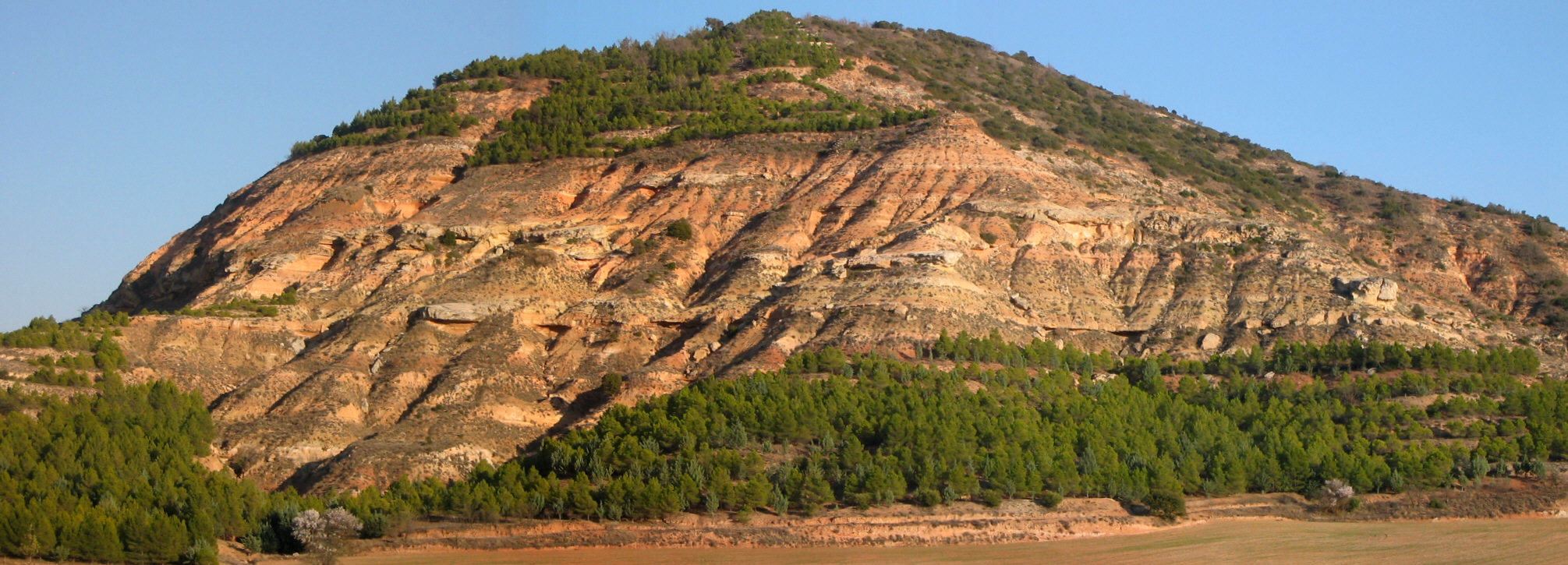
Sediments fluvials de la conca de Loranca: fàcies de plana d'inundació i de farciment de paleollits

La conca de l'Ebre, de forma triangular, està delimitada pel Pirineu, la serralada Ibèrica i la serralada Costanerocatalana i es connecta amb la conca del Duero pel corredor de la Bureba. El farciment començà en el thanetià (paleocé) amb sedimentació marina i continental. Els darrers dipòsits marins són evaporítics i daten del priabonià (final de l'eocé). A la fi de l'oligocé i principis del miocé se'n produí la màxima subsidència de la conca: assoliren els sediments d'aquestes edats més de 3.000 m d'espessor en el sector occidental. El farciment de la conca continuà fins al turolià (final del miocé). La forma de la conca i la seua subsidència han variat al llarg del Cenozoic, depenent de l'activitat tectònica de les àrees circumdants; la seua estructura actual data de principis del miocé, part dels materials de la conca s'integren en l'estructura pirinenca, en formar part dels seus encavalcaments.
Conca del Duero
La conca del Duero està completament circumdada per relleus alpins, i en destaca la serralada Cantàbrica, la Ibèrica i el sistema Central. S'hi poden distingir algunes subconques en relació amb la seua evolució i característiques tectòniques, com les conques de Ciudad Rodrigo, Cantalejo, o la d'Almazán, aquesta última de tipus piggy-back (desplaçada al costat del seu substrat cavalcant, «a cavall»), lligada a l'evolució de la serralada Ibèrica i que presenta una notable potència sedimentària, de més de 2.500 m d'espessor. El farciment sedimentari mostra tres etapes diferenciades: una primera des del final del Cretaci i el paleocé, amb materials sobretot detrítics que afloren discontinus als marges de la conca; una segona eocenooligocena, amb desenvolupament de sediments de ventalls al·luvials, fluvials i lacustres, molt potents sobretot a la conca d'Almazán; la tercera, neògena, comprén la major extensió d'afloraments de la conca, amb sediments fluvials i lacustres, composts per lutites, algeps i margues. Els trams finals de colmatació del farciment presenten diversos nivells de calcàries lacustres que s'estenen per gairebé tota la conca, les denominades «calcàries de l'erm». Quan la conca perd el caràcter endorreic i comença a drenar-se per la xarxa fluvial de l'actual riu Duero, l'associació de materials làbils amb les calcàries més resistents a sostre dona lloc a les característiques taules i turons testimoni de la regió.
Conca del Tajo
La conca del Tajo es divideix en dues conques ben delimitades, la conca de Madrid i la conca de Loranca o depressió Intermèdia.
La conca de Madrid és de forma triangular, té major profunditat en les proximitats del sistema Central, on la conca s'enfonsa en una important falla inversa de més de 2.000 m de salt. La base del sòcol paleozoic puja suaument cap a l'est, fins a la serra d'Altomira. Al costat del sistema Central i sobre el sòcol paleozoic hi ha una orla de sediments mesozoics, poc potents a l'oest, que corresponen al triàsic i al Cretaci superior i que es van engrossint cap a l'est i nord-est, coberts pels dipòsits cenozoics. El farciment cenozoic comença en el paleogen, que es manifesta en la superfície en forma d'afloraments dispersos amb fàcies molt variades, sobretot detrítiques, que inclouen conglomerats, arena, lutites, calcàries, etc. Aquests afloraments foren afectats per les fases més intenses de la deformació alpina i en algun cas es troben invertits, amb els dipòsits neògens discordants. Els dipòsits miocens segueixen un esquema de farcit tipus conca endorreica, amb fàcies de ventalls al·luvials en les vores, sobretot procedents del sistema Central i de naturalesa arcòsica, i fàcies lacustres evaporítiques cap al centre de la conca, amb potents sèries d'algeps i nivells salins composts de glauberita, thenardita, etc. La successió endorreica culmina amb dipòsits de calcàries lacustres. Per damunt i discordants apareixen dipòsits pliocens detrítics, previs a l'encaixament de la xarxa fluvial quaternària.
El farciment de la conca de Loranca començà entre el maastrichtià (final del Cretaci) i l'eocé, amb lutites i algeps. Continuà durant el paleogen amb diverses unitats detrítiques de ventalls al·luvials i lacustres que passen a fluvials i planes d'inundació en nivells més alts de la successió estratigràfica. El neogen, de l'aragonià al vallesià, hi és representat per dos cicles de dipòsits de ventalls al·luvials amb fàcies lacustres en què en aquest moment era el centre de la conca, entre Huete i Pareja; en el primer cicle predomina l'algeps en les fàcies centrals i en el segon els carbonats. Entre el vallesià i el turolià s'hi dipositen arena i calcàries lacustres («calcàries de l'erm»). Culmina el farciment amb materials detrítics i químics probablement pliocens.
Conca del Baix Tajo
La conca del Baix Tajo ocupa una extensa zona allargada en direcció nord-nord-est a sud-sud-est (NNO-SSE) entre Castelo Branco i la costa de la península de Setúbal. S'hi distingeixen tres sectors: el sector pròxim al nord, amb sediments exclusivament continentals; el sector central, amb fàcies continentals amb episodis marins corresponents als més alta nivells eustàtics de la mar; i el sector distal sud-oest, amb sediments marins i continentals alterns. Es formà en el palogen, per la formació de grabens que més tard s'eixamplaren. Els principals farciments són miocens d'origen marí. Durant el pliocé començà a drenar-se la conca, amb sedimentació fluvial en disconformitat amb els sediments precedents.
Conca del Guadalquivir
La conca del Guadalquivir és de forma triangular allargada; el seu límit nord-oest està definit per una línia gairebé recta que correspon a la flexió del sòcol de l'antiga placa ibèrica, mentre que el seu marge sud-est, més irregular, respon a l'activitat de l'orogen bètic. La base n'és asimètrica, més fonda cap al sud-est en una secció perpendicular a l'eix major, i més fonda també cap al sud-oest. En l'extrem sud-oest, obert cap a l'Atlàntic, encara continua la sedimentació; per tant, és una conca activa; la sedimentació començà en el miocé i es produí sobretot entre el miocé superior i el pliocé. Els sediments que l'emplenen són en bona part marins i s'hi han identificat diferents seqüències deposicionals de nord-est a sud-oest. Cadascuna n'està formada per associacions de fàcies de plataforma (gres, llims i argiles), de talús (argiles amb molta sedimentació), turbidites i de fons de conca (argiles). Al marge sud-est de la conca es formaren importants farciments per olitostromes, produïts per l'embranzida de l'orogènia bètica, que en alguna zona presenten una espessor de més de mil metres, i sobre els quals també es dipositaren sediments marins succints i litorals, sobretot calcarenites. L'avanç de l'orogen condicionà que el marge sud-est canviara al llarg de la història.

### Vulcanisme neogen

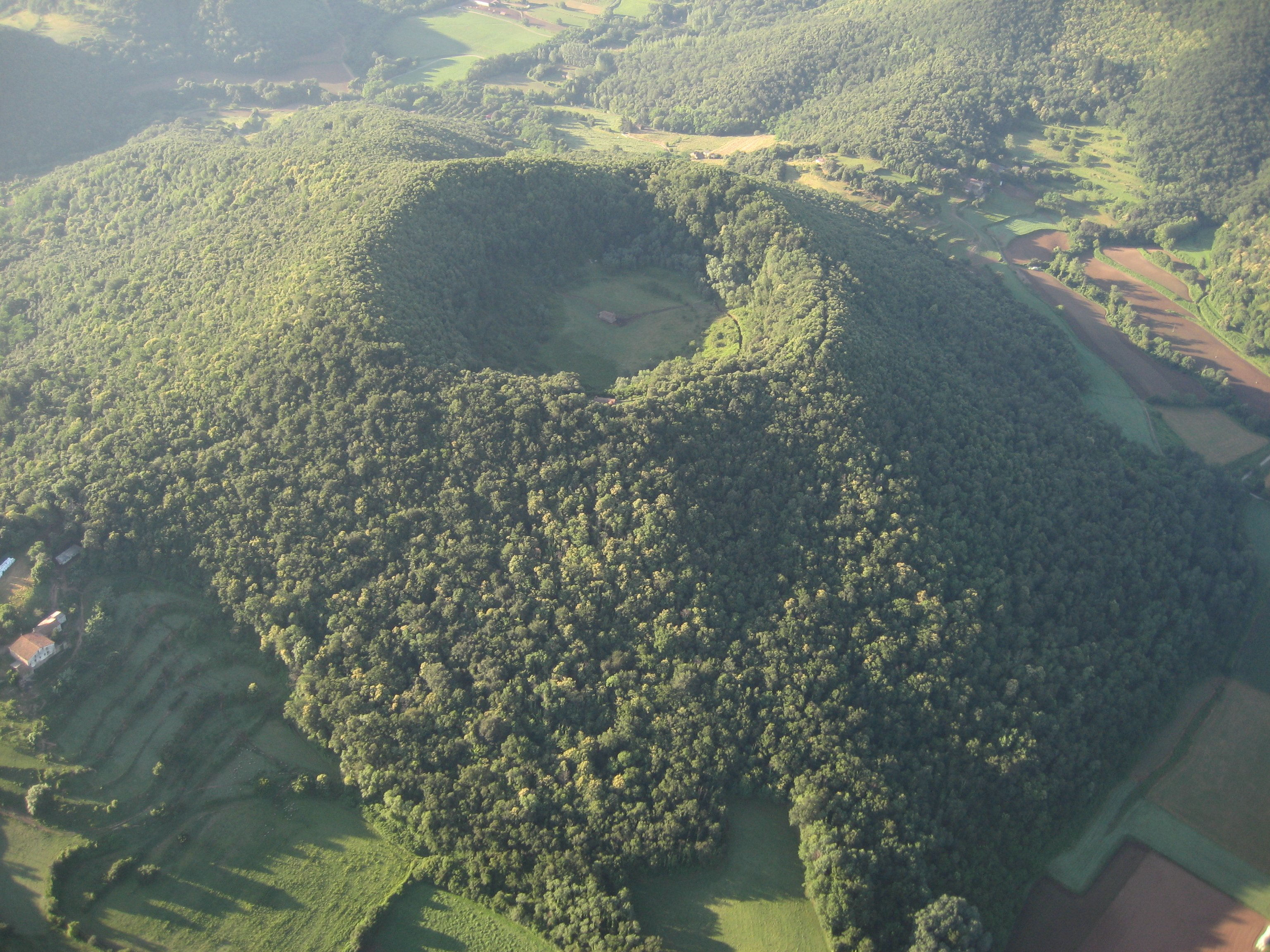
Volcà de Santa Margarida, a la Garrotxa

Les manifestacions volcàniques neògenes de la península s'integren a la província volcànica cenozoica de l'Europa Central i estan restringides a quatre àrees: la regió volcànica de Girona (amb vulcanisme a les comarques de la Garrotxa, Empordà i La Selva), la del Camp de Calatrava, la d'Almeria-Múrcia (les majors en extensió, amb vulcanisme a cap de Gata, Mazarrón, Cartagena, mar Menor, Mula, Fortuna, Cancarix o Jumella, a més de les emissions submergides sota el mar i la regió volcànica del País Valencià (Cofrents, Picassent i abundant vulcanisme submarí, del qual només emergeix el d'Els Columbrets).
El vulcanisme peninsular neogen es caracteritza per la diversitat litològica de les emissions, que recull la gairebé totalitat de tipus de roques volcàniques possibles, toleítiques, alcalines i calcoalcalines: tefrites, basalts, traquibasalts, traquites, lamproïtes, etc. Els tipus d'emissions també són molt variats: estrombolianes, hidromagmàtiques, formant cons, calderes, doms, etc. En general, la majoria dels edificis volcànics són monogenètics, d'episodis únics.
Les edats de les emissions daten des del miocé fins a l'holocé; les més recents en són de fa 10.000 anys (volcà Croscat a La Garrotxa).

## Geomorfologia

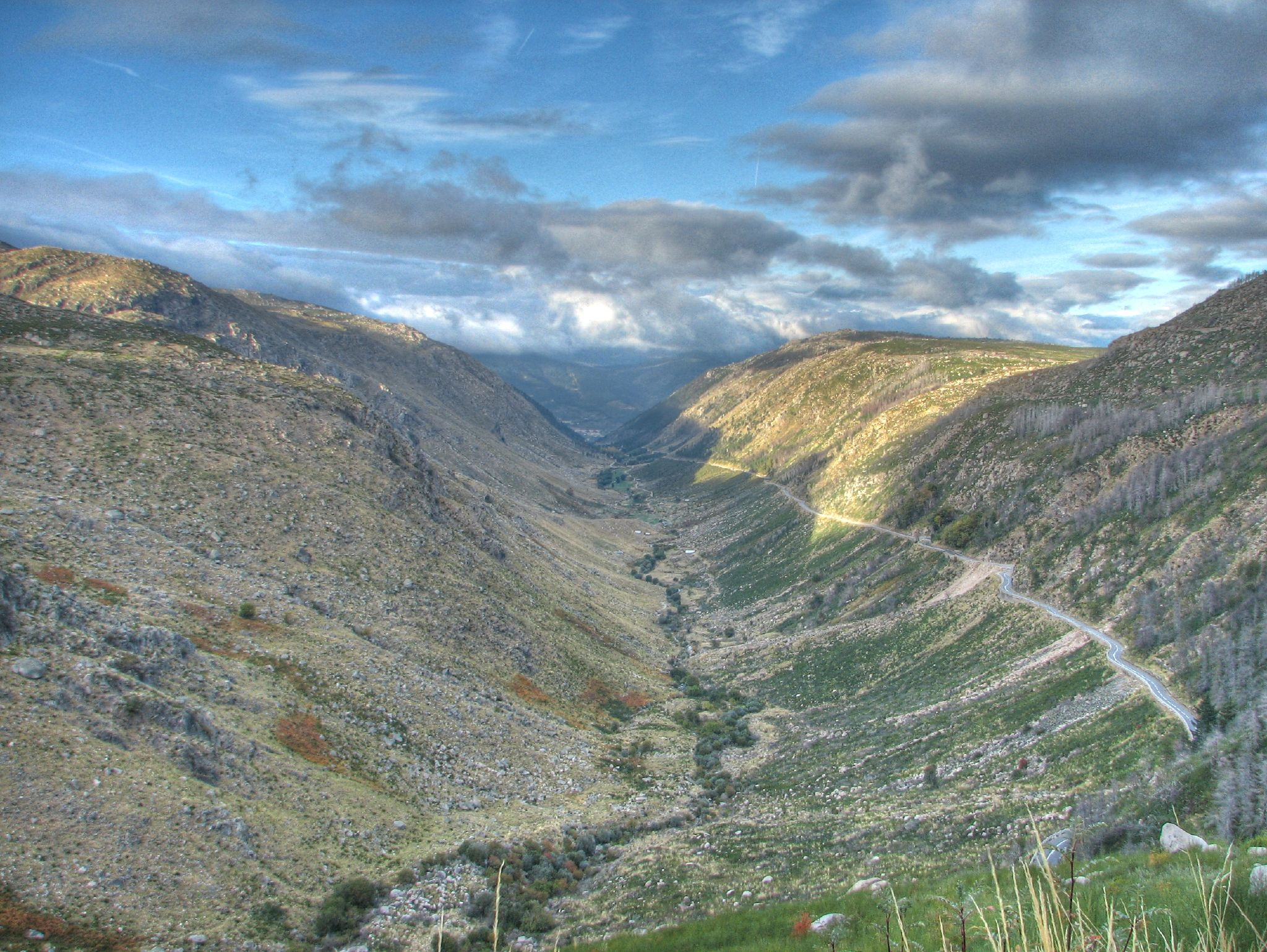
Vall en «U» d'origen glacial del riu Zêzere (Manteigas, serra de l'Estrela

Alguns elements geomorfològics notables del relleu ibèric:
Les terrasses, turons testimoni, taules i xaragalls produïts durant l'encaixament de l'actual xarxa fluvial plioquaternària.
Formes glacials i periglaciars plistocenes en els principals relleus (circs, valls en "U", morrenes, etc.).
Els relleus apalachians del Massís Ibèric, amb muntanyes illa, i estretes valls on s'encaixa la xarxa fluvial, com les del Sil o el Miño.
Extensos sistemes càrstics, desenvolupats sobre carbonats i evaporites d'orígens molt variats: coves sobre marbres precambrians, sobre calcàries carboníferes, sobre calcàries mesozoiques, lapiaces com la Ciutat Encantada (Conca) o el Torcal de Antequera (Màlaga) i dolines.
Formes costaneres antigues, com les rases d'Euskal Herria, i actuals, com el Delta de l'Ebre, els complexos d'illa barrera-llacuna de Ria Formosa a l'Algarve o l'Albufera de València.

## Estratotips
La Unió Internacional de Ciències Geològiques ha seleccionat de la península Ibèrica diverses seccions estratigràfiques com estratotips de límit inferior global, els «claus d'or», referents mundials per a determinades unitats cronoestratigràfiques de l'escala temporal geològica. Així mateix hi ha altres seccions que són candidates per a algun dels estatges que encara no ho tenen designat.
| Estratotip                  | Edat (Dt.) | Base de l'estatge | Sèrie             | Any ratificació | Localització                                 |
| Secció de Gorrondatxe.      | 47,8 ±0,2  | Lutecià           | Eocè              | 2011 | Platja de Gorrondatxe (Guetxo, País Basc)    |
| Secció de Zumaia            | 59,2       | Thanetià          | Paleocé           | 2008 | Platja d'Itzurun (Zumaia, País Basc)         |
| Secció de Zumaia            | 61,1       | Selandià          | Paleocé           | 2008 | Platja d'Itzurun (Zumaia, País Basc)         |
| Secció d'Olazti             | 86,3 ±0,5  | Santonià          | Cretaci superior  | 2013 | Olazti (Navarra)                             |
| Secció del riu Argos        | ~129,4     | Barremià          | Cretaci inferior  | candidata | Caravaca (Múrcia, Espanya)                   |
| Secció de la Canyada Luenga | ~139,8     | Valanginià        | Cretaci inferior  | candidata | Múrcia (Espanya)                             |
| Secció de Murtinheira       | 170,3 ±1,4 | Bajocià           | Juràssic mitjà    | 1996 | Cap Mondego (Districte de Coïmbra, Portugal) |
| Secció de Fuentelsaz        | 174,1 ±1   | Aalenià           | Juràssic mitjà    | 2000 | Fuentelsaz (Castella-la Manxa, Espanya)      |
| Secció de Peniche           | 182,7 ±0,7 | Toarcià           | Juràssic inferior | 2014 | Districte de Leiria (Portugal)               |
| Secció de Murero            | ~509       | Pis 5             | sèrie 3 (Cambrià) | candidatura proposada en 2013 però superada per la candidatura xinesa en 2018 (hom definiren el pis Wuliuense i la sèrie Miaolingianiense). | Murero (Aragó)                               |

(Els colors de la taula són els estàndards internacionals per als estatges citats, definits per la Comissió del Mapa Geològic de Món, i adoptats per la Comissió Estratigràfica Internacional per a l'escala temporal geològica)

## Geositesi geoparcs

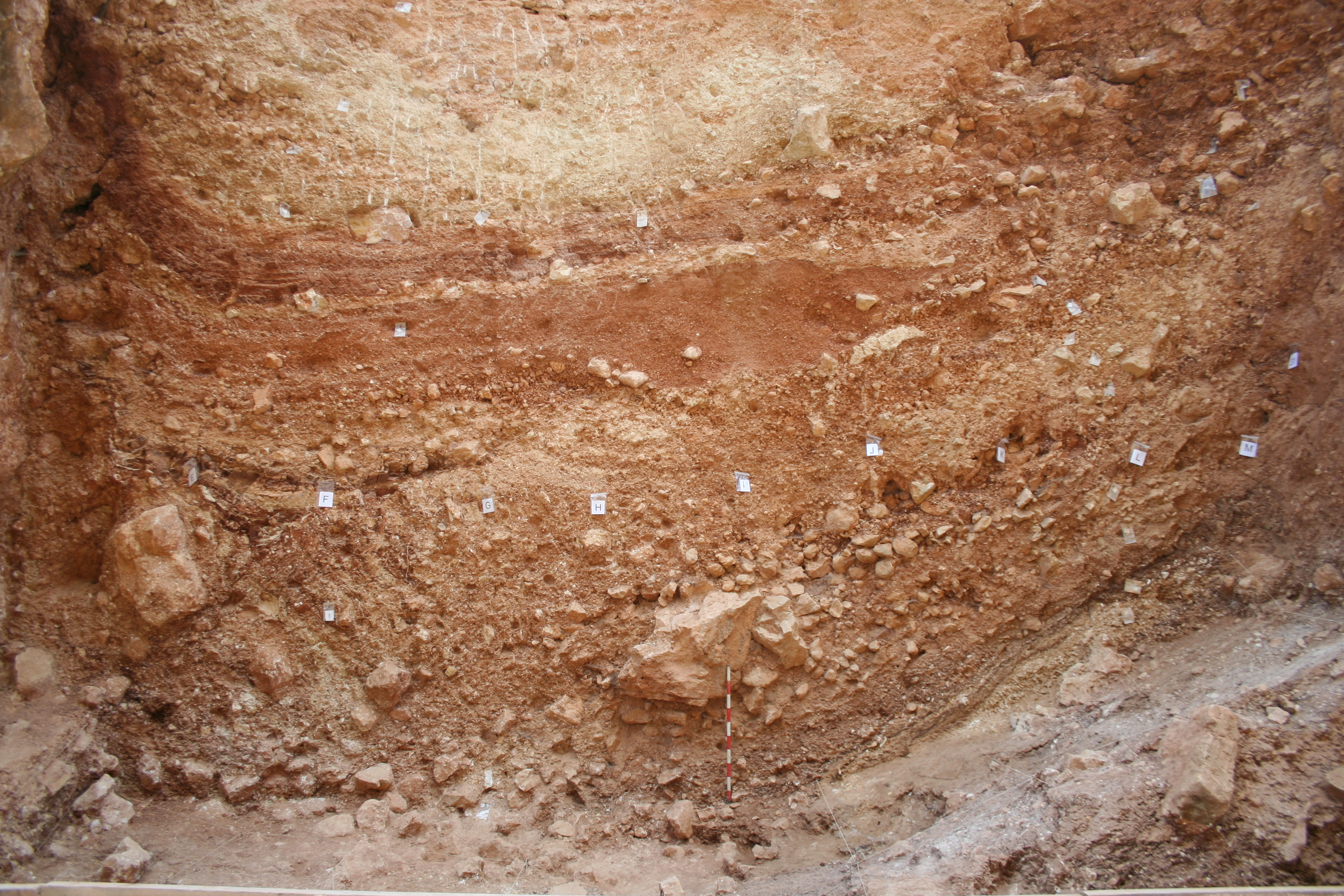
Perfil estratigràfic de l'Avenc de l'Elefant al jaciment de la serra d'Atapuerca, geosite d'interés paleontològic a la província de Burgos

A la península Ibèrica s'han definit diversos contextos geològics en què s'han identificat diversos llocs d'interés geològic internacional (global geosites en anglés). Entre els anys 2007 i 2010, en un projecte finançat per la Fundaçâo para a Ciência e a Tecnologia, s'identificaren 326 geollocs de rellevància nacional i internacional en sòl portugués. A l'estat espanyol, l'Institut Geològic i Miner ha identificat els contexts geològics i ha fet l'inventari dels Global Geosites, seleccionant 144 enclavaments agrupats en 21 contextos, segons criteris geomorfològics, petrològics, estratigràfics, paleontològics, tectònics, hidrogeològics, mineralògics i metalogenètics.
D'altra banda, a la península Ibèrica s'han establert dotze geoparcs (geopark o parc geològic), nou a l'estat espanyol i tres a Portugal. Són zones amb alt interés geològic afavorides per la UNESCO, en què es pretén el desenvolupament econòmic amb el turisme cultural. Han rebut aquesta categoria: el geoparc del Maestrat, el Parc Natural de Cap de Gata-Níjar, el Parc Natural de les Serres Subbètiques, el geoparc de Sobrarbe, el geoparc de la Costa Basca, el geoparc de la comarca de Molina-Alt Tajo, el geoparc Villuercas-Ibores-Jara, el Parc Natural de la Serra Nord de Sevilla i el geoparc de Catalunya Central; a Portugal: el geoparc Naturtejo de la Meseta Meridional, el geoparc Arouca i el geoparc Terras de Cavaleiros.

## Patrimoni paleontològic

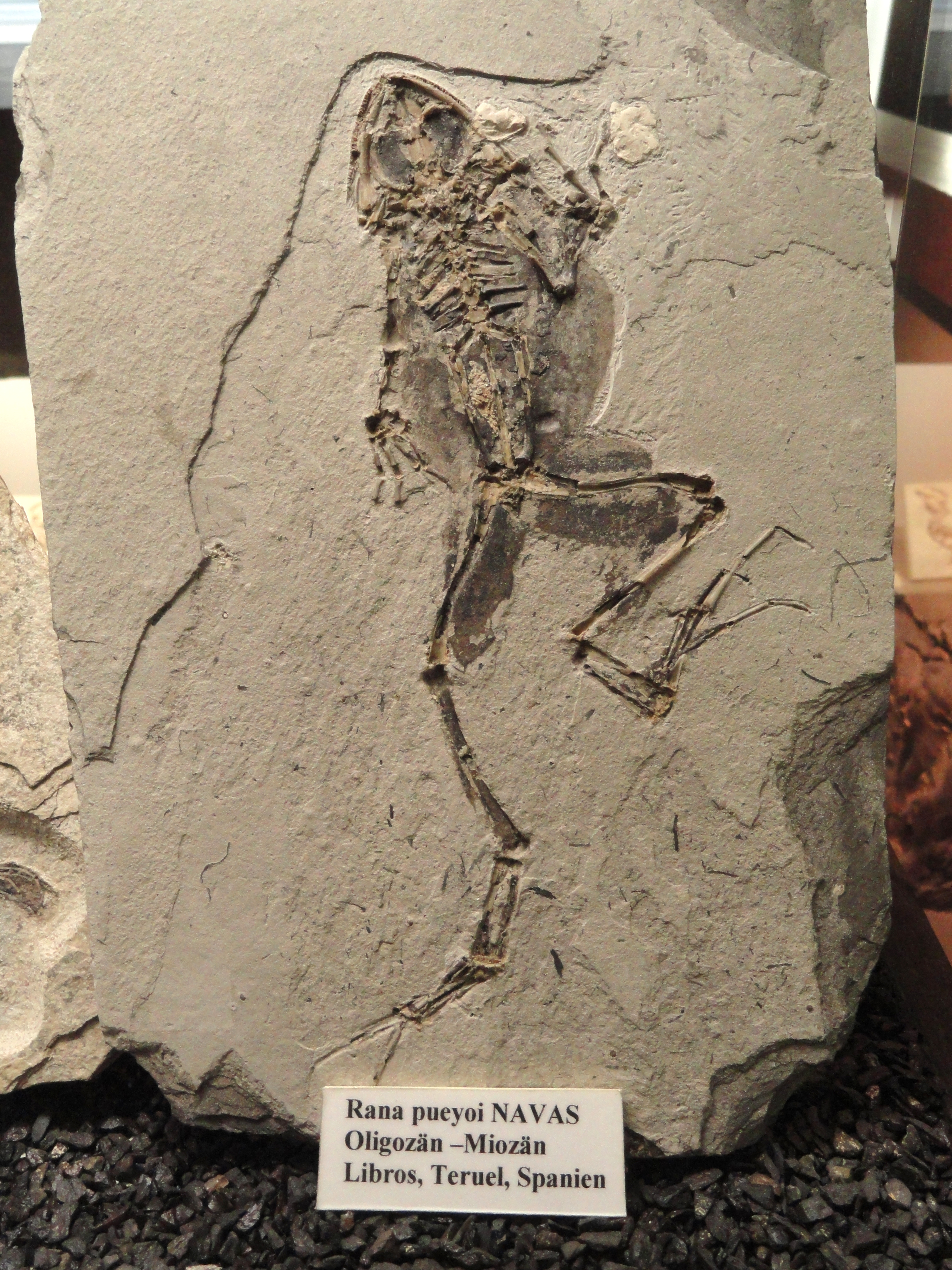
ranota pueyoi, del jaciment del miocé de Libros (Terol). Exemplar del Museu Senckenberg

El registre fòssil forma part del registre geològic de la península. Destaca per la seua diversitat i distribució temporal: abasta tots els períodes del fanerozoic, amb nombroses successions estratigràfiques fossilíferes i jaciments d'interés paleontològic i bioestratigràfic, l'estudi de l'evolució tectònica, paleogeogràfica i paleoclimàtica de les conques sedimentàries.
A la península destaquen, entre d'altres, les successions del cambrià inferior del turó de les Ermites (Còrdova) i del cambrià inferior i mitjà de Murero (Saragossa); les del cambrià i ordovicià de Cabañeros (Toledo i Ciudad Real), el túnel ordovicià del Fabar (Astúries), el paleozoic del sinclinal deSolanes de la Vall, Sevilla; el silúric de Sales de la Ribera (Lleó), les icnites de dinosaures de La Rioja, Sòria, Terol i Astúries, la Lagerstätte —dipòsit amb fòssils molt ben conservats— Barremiana de les Foies (Conca), els jaciments d'ambre d'Astúries, Àlaba, Burgos, Cantàbria i Terol, les abundants successions estratigràfiques amb micromamífers cenozoics i els molt nombrosos jaciments de vertebrats del pliocé i plistocé (El Castell, Villacastín, Atapuerca, Cova Negra, etc.).
A Portugal, s'han d'esmentar els trilobites gegants de Canelas (Arouca), el paleozoic del geoparc Naturtejo, les icnites de dinosaures de Pego Longo(Carenque), i Vale de Meios (Santarém); els jaciments de dinosaures de Batalha, Lourinhã, Pombal o Torres Vedras i el jaciment de dinosaures i mamífers mesozoios de Guimarota (Leiria).

## Geologia econòmica
A la península Ibèrica s'han explotat i s'exploten diferents jaciments de minerals i roques d'interés econòmic.

### Jaciments metal·lífers
Els jaciments metal·lífers es caracteritzen per la presència d'altes concentracions de metalls. A la península Ibèrica en destaquen Almadén, la faixa pirítica, el districte miner Linares-La Carolina, Las Médulas, Reocín i el districte miner de la Unió.

#### Almadén

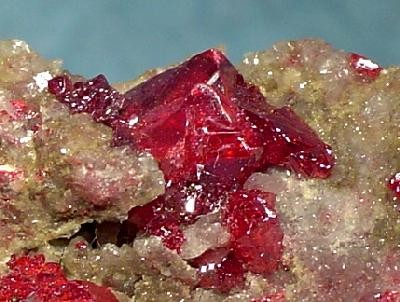
Cristall de cinabri extret de les mines d'Almadén

De la mines d'Almadén, a la província de Ciudad Real, s'ha extret un terç del mercuri usat a tot el món, la qual cosa les fa el major jaciment d'aquest metall. L'any 2012 van ser declarades Patrimoni de la Humanitat per la Unesco. El jaciment conté set dipòsits.
El cinabri del jaciment del qual s'extrau el mercuri apareix emplenant filons i substituint roques volcàniques, o bé impregnant les quarsites.

#### Faixa pirítica ibèrica

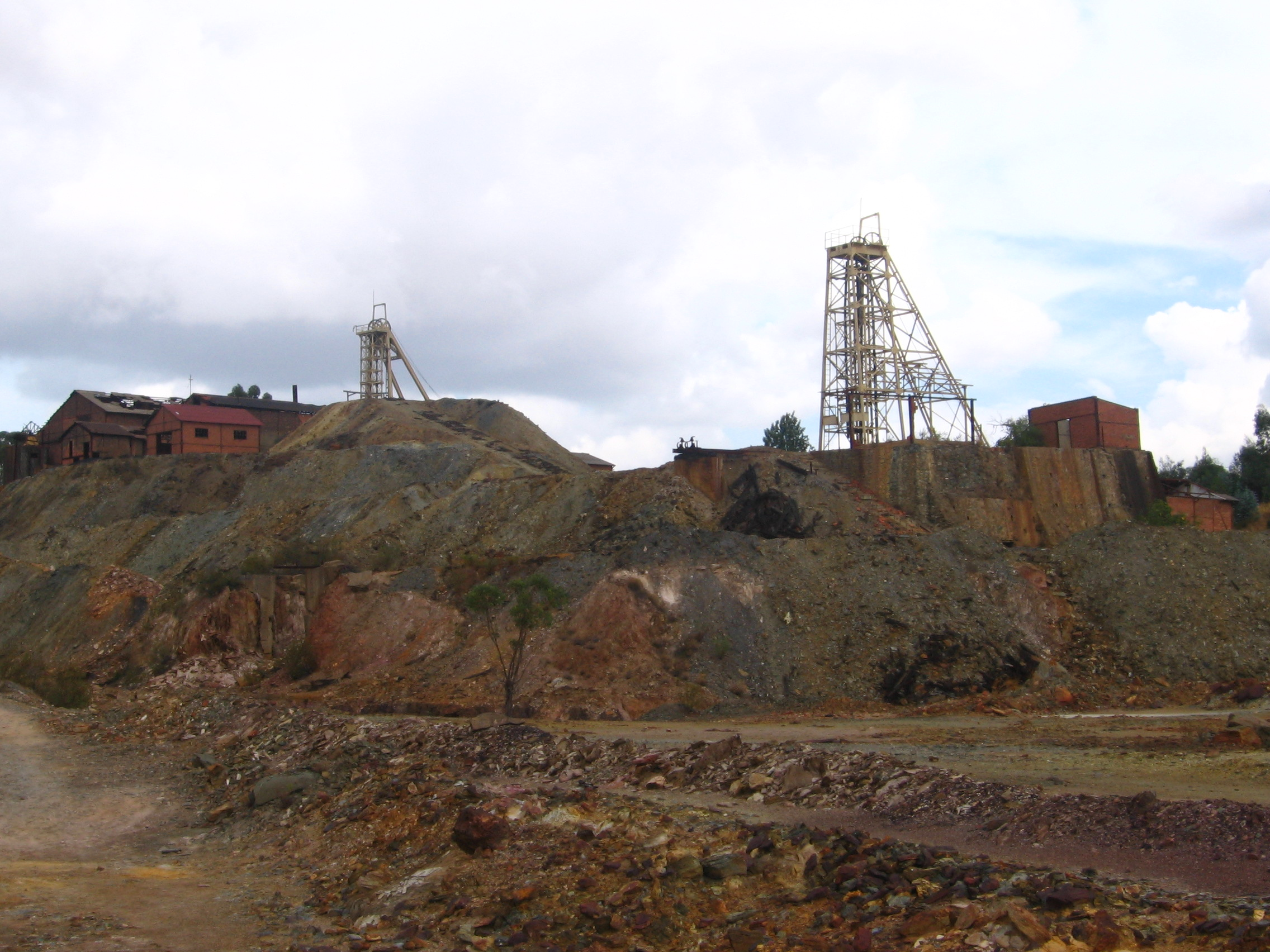
Mina de Lousal a Grândola, en el sector nord-oest de la faixa pirítica ibèrica

La faixa pirítica ibèrica forma part de la zona sud-portuguesa i pot considerar-se la regió del món amb una major concentració de sulfurs. Se situa entre Sevilla i Grándola: forma un arc amb una longitud de 240 km i una amplària de 35. Els materials més antics de la formació són pissarres i gres d'edat frasniana i famenniana.
La paragènesi mineral, la componen la pirita, l'esfalerita, la galena i la calcopirita. Al llarg de la història se n'ha extret or, argent, coure, zinc, manganés, estany, antimoni i titani de 82 mines, entre les quals quatre es trobaven en explotació l'any 2012, i en altres s'estaven fent estudis per reobrir-les.

#### Linares-La Carolina
El districte miner Linares-La Carolina se situa a la província de Jaén. Dels filons de la zona s'extreia gran quantitat de galena, la qual cosa convertí el districte miner en el primer productor mundial d'aquest mineral a principis del s. XX. Els filons es formaren durant un episodi distensiu al final de l'orogènia varisca sobre un basamento paleozoic format per roques metasedimentàries. El basament està afectat per una aurèola metamòrfica per la intrusió d'un plutó granític. Altres minerals presents a la zona són ankerita, barita, calcita, calcopirita, quars, esfalerita i pirita.

#### Les Mèdules

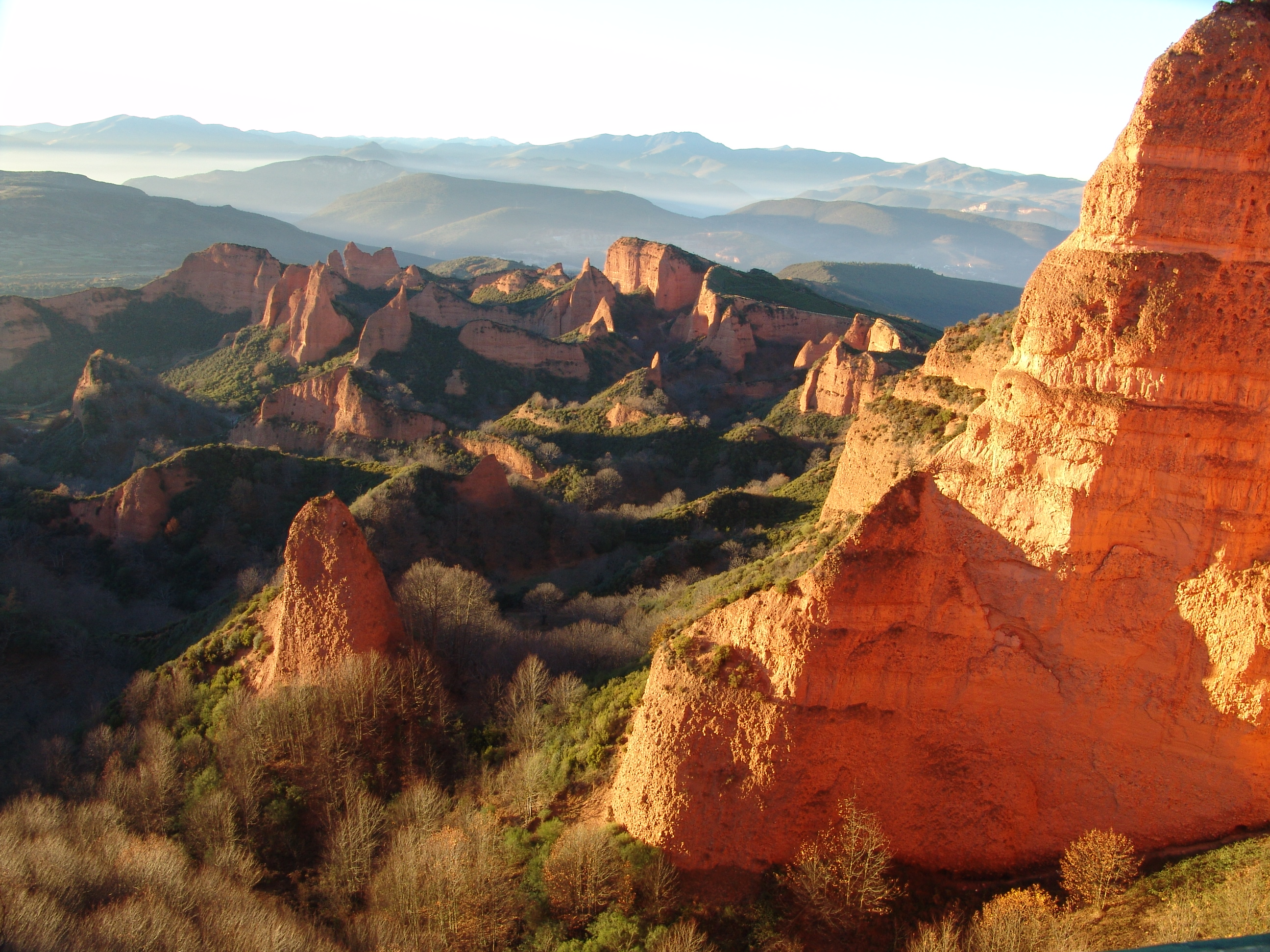
Paisatge de les Mèdules al Bierzo

El paisatge de les Mèdules és el resultat de les labors realitzades pels romans per a extraure'n or. Aquest metall es trobaria en dipòsits després de sofrir meteorització, transport i sedimentació, però no és clar quina n'és la roca mare. Podria ser les pissarres de Luarca o la quarsita armoricana de la conca del Bierzo.

#### Reocín
Se situa a Cantàbria, al municipi de Reocín. És un jaciment estratiforme en el sinclinal de Santillana del Mar, encaixat entre dolomies de l'aptià superior. Se n'obté esfalerita, galena, marcassita, smithsonita, cerussita, goethita, melanterita i epsomita.

#### Districte miner de La Unión
El districte miner de la Unión, a la regió de Múrcia, és un dels jaciments ibèrics amb més concentració de plom i zinc. Les mineralitzacions es troben associades a episodis de vulcanisme calcoalcalí esdevinguts en el miocé superior. A més de plom i zinc, en el districte miner s'han extret argent i ferro.

### Recursos energètics

#### Carbó

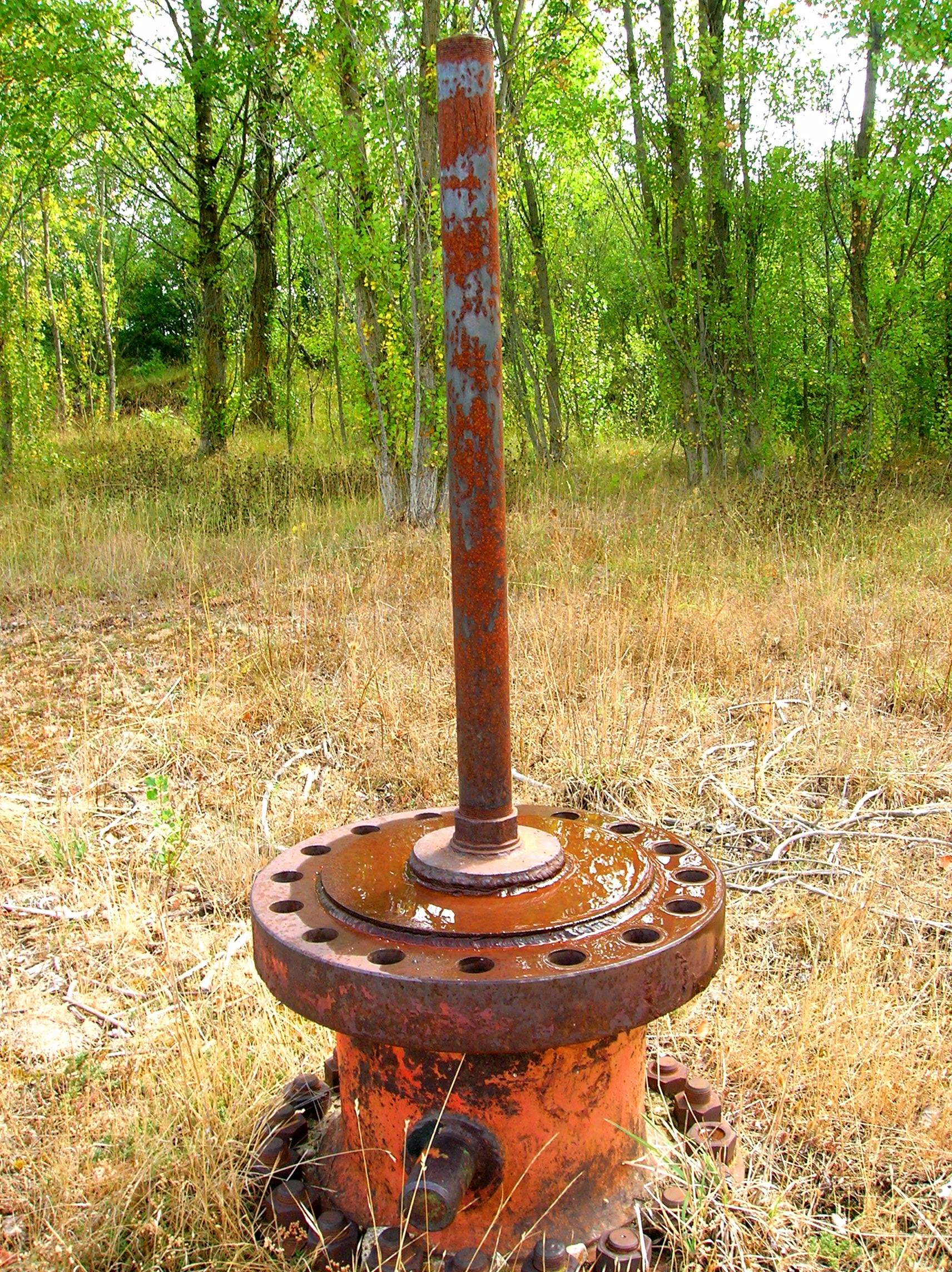
Boca encegada del pou de petroli «Tozo 1», a Prádanos del Tozo (Burgos)

A l'estat espanyol el carbó s'extrau en conques paleozoiques (antracita i hulla) i en conques cenozoiques (lignit). Dins de les primeres destaquen les d'Astúries, Lleó i Serra Morena, mentre que les explotacions de lignit es localitzen a Catalunya, Galícia i a Terol. A Portugal no s'exploten mines de carbó des de l'any 1994, quan cessà l'extracció d'antracita de la conca carbonífera do Douro, al nord-oest del país.

#### Hidrocarburs
A l'estat espanyol hi ha jaciments de petroli i gas natural, les produccions del qual l'any 2009 foren de 107.000 tones i 158 GWh, respectivament. Els jaciments són a Àlaba, Ayoluengo, golf de Cadis, mar Cantàbric, vall del Guadalquivir, golf de València i mar Mediterrani. A Portugal s'estan fent prospeccions per trobar petroli a l'Alentejo i Peniche.

### Roques i minerals industrials i ornamentals
A la península Ibèrica hi ha una gran producció de roques industrials: al 2010 l'estat espanyol fou el major productor dins de la Unió Europea de pissarra i algeps, mentre que Portugal ho fou de baritina i talc. S'hi exploten gran quantitat de roques ornamentals, com el granit (districtes d'Évora, Faro, Guarda, Portalegre, Porto, Viana do Castelo, Vila Real, Viseu, i a Galícia, Extremadura, Castella i Lleó), el marbre (districtes de Beja i Évora, Andalusia, País Valencià i Múrcia), pissarres (Galícia i Castella i Lleó) i roques carbonàtiques (Leiria, Lisboa i Faro, Castella i Lleó, Euskal Herria i Navarra).
També s'hi exploten, entre d'altres, palygorskita, bentonita, caolinita, feldespat, magnesita, mica, pumicita, sal, àrids, sepiolita, glauberita i thenardita.